# Боснійсько-Герцеговинське повстання (1882)
Боснійсько-герцеговинське повстання 1882 — повстання в Боснії та Герцеговині проти австрійського правління.
Основною причиною повстання була невирішеність аграрного питання.
Безпосереднім приводом до повстання послужило запровадження у листопаді 1881 у Боснії та Герцеговині військової повинності. Переважну масу повсталих становили селяни.
У ніч проти 11 січня 1882 група озброєних селян напала на жандармську казарму в Улогі. Незабаром повстання охопило Північно-Східну Герцеговину та Південно-Східну Боснію. Центр повстання 1882 року був у Улоге, де створили орган влади повсталих — меджліс. У січні — лютому повстанці на чолі зі Стояном Ковачевичем та Салко Фортою зробили спроби наступу на Фочу та Трново (південніше та південно-східныше Сараєва). Однак їх загони, що були погано озброєні і діяли розрізнено, не змогли досягти успіху в боротьбі з силами супротивника, що перевищував їх чисельно. У квітні 1882 року австро-угорські війська під командуванням фельдмаршала Іовановича придушили повстання.